# Застенице
Застенице су насељено место у саставу општине Чавле у Приморско-горанској жупанији, Република Хрватска.

## Историја
До територијалне реорганизације у Хрватској налазиле су се у саставу старе општине Ријека.

## Становништво
На попису становништва 2011. године, Застенице су имале 389 становника.

## Попис1991.
На попису становништва 1991. године, насељено место Застенице је имало 374 становника, следећег националног састава:
| Попис 1991.‍  | Попис 1991.‍  | Попис 1991.‍ | Попис 1991.‍ | Попис 1991.‍ |
| ------------ | ------------ | ----------- | ----------- | ----------- |
|              |              |             |             |             |
| Хрвати       | Хрвати       |             | 343         | 91,71%      |
| Срби         | Срби         |             | 12          | 3,20%       |
| Албанци      | Албанци      |             | 3           | 0,80%       |
| Македонци    | Македонци    |             | 3           | 0,80%       |
| Југословени  | Југословени  |             | 2           | 0,53%       |
| Муслимани    | Муслимани    |             | 1           | 0,26%       |
| неопредељени | неопредељени |             | 5           | 1,33%       |
| регион. опр. | регион. опр. |             | 3           | 0,80%       |
| непознато    | непознато    |             | 2           | 0,53%       |
| укупно: 374  |              |             |             |             |